# Purbatua (Purbatua)
Purbatua is een bestuurslaag in het regentschap Tapanuli Utara van de provincie Noord-Sumatra, Indonesië. Purbatua telt 674 inwoners (volkstelling 2010).